# Missionário Shalom
O Missionário Shalom (abreviado como MSH) é uma banda brasileira de música católica com influências de pop-rock, fundada em 1998 em Fortaleza, Ceará. Vinculada à Comunidade Católica Shalom, presente em mais de 40 países, o grupo é reconhecido por sua missão de evangelizar jovens por meio da música, marcando presença em eventos como o Festival Halleluya e a Jornada Mundial da Juventude (JMJ).

## História
Criado em 1998 como "Ministério de Música Missionário" pela Comunidade Shalom, o MSH surgiu com o propósito de transmitir sua espiritualidade a um público jovem, unindo melodias cativantes a mensagens de fé. Ganhou projeção internacional ao participar da JMJ em Madri (2011) e no Rio de Janeiro (2013), onde lançou o álbum 180 Graus.
Em 2018, celebrando 20 anos, o grupo colaborou com a Irmã Cristina Scuccia, vencedora do The Voice Itália 2014, no single "Eis-me Aqui", gravado ao vivo no Festival Halleluya. A canção, preparatória para a JMJ 2019 no Panamá, alcançou mais de 230 mil visualizações no YouTube em uma semana. Em 2023, o MSH lançou "Há Pressa no Ar" no Halleluya, com Ana Gabriela e Ziza Fernandes, consolidando sua relevância na cena católica.
Em 2024, o lançamento do álbum Fogo, com o single "Enfermo de Amor", animou mais de 500 mil pessoas no Festival Halleluya em Fortaleza, marcando um novo capítulo na trajetória do grupo. Em dezembro do mesmo ano, Francisco Jackson (Chico) ingressou como vocalista, trazendo frescor à formação.

## Integrantes
A formação atual reúne sete músicos, combinando experiência e renovação. Abaixo, os integrantes atuais e ex-membros notáveis:
| Atuais integrantes        |
| ------------------------- |
| Gustavo Osterno           |
| Keciane Lima              |
| Jose Ozenir               |
| Dudu Cardoso              |
| Allisson Araújo           |
| Maxsuel Lucena            |
| Francisco Jackson (Chico) |
| Ex-integrantes notáveis   |
| Ana Gabriela              |
| Padre Cristiano Pinheiro  |
| Leozany Oliveira          |
| Giselle Azevedo           |
| Rafael Morel              |
| Débora Pires              |
| Guilherme Pontes          |

## Discografia
Com uma trajetória de mais de 25 anos, o MSH possui uma discografia rica e diversificada. Abaixo, os principais trabalhos:

### Álbuns de estúdio
- Sou Teu Pai (1999)
- Uno e Trino (2000)
- Todo Teu (2001)
- Lançai as Redes (2002)
- Tempo de Viver (2004)
- Estrangeiro Aqui (2005)
- Malas Prontas (2010)
- 180 Graus (2013)
- O Santo Rosário (2021)
- Vocacional - Sem Medo Eu Vou (2021)
- Fogo (2024)

### Álbuns ao vivo
- Ao Vivo no Halleluya (2016)
- Mais que Tudo (Ao Vivo) (2019)

### EPs
- MSH en Español (2016)
- MSH Remix (2018)
- Mais Que Tudo, Vol. 1 (Ao Vivo) (2020)
- Memórias (Campanha Vocacional Forjados na Esperança) (2022)
- Vocacional Shalom 2023 (2023)

### Singles (seleção)
- "Eis-me Aqui" (com Irmã Cristina) – 2018
- "Ressuscita-me Agora" – 2020
- "Aos Teus Pés" – 2021
- "Há Pressa no Ar" – 2023
- "Enfermo de Amor" (de Fogo) – 2024
- "Ele Voltará" – 2024